# Кондратенко, Иван Тимофеевич
Иван Тимофеевич Кондратенко (1925 — 2008) — шахтёр Донбасса, Герой Социалистического Труда.

## Биография
Родился 13 июня 1925 года.
Свою трудовую деятельность Кондратенко И. Т. начал электриком теплоэлектроцентрали Днепропетровского автозавода.
Затем работал в качестве помощника начальника участка шахты №1/5 «Бежановка» треста «Кировуголь» комбината «Ворошиловградуголь», начальником добычного участка на этой же шахте.
- С 1957 года — начальник шахты № 6 им. Кирова треста «Кировуголь».
- С 1970 по 1975 — начальником комбината «Кадиевуголь», с 1975 по 1976 годы исполнял обязанности генерального директора ПО «Кадиевуголь».
- С 1976 по 1978 — генеральный директор ПО «Кадиевуголь».
- С 1978 по 1979 — генеральный директор ПО «Стахановуголь».
- С 1979 по 1986 — откомандирован коллегией МУП СССР для работы в Социалистическую республику Вьетнам, в качестве главного эксперта-консультанта Министерства энергетики и угля.
- С 1986 по 1992 — возглавлял учебно-курсовой комбинат ПО «Стахановуголь».
- С 1992 по 1999 — возглавлял нормативно-исследовательскую станцию ПО «Стахановуголь».

Умер в 2008 году.

## Память
По решению Кировского горсовета на бывшем здании треста «Кировуголь» установлена мемориальная доска в честь ветерана шахтерского труда Ивана Тимофеевича Кондратенко.

## Награды
- Герой Социалистического Труда (1971).
- Награждён орденами Ленина, Трудового Красного Знамени, Отечественной войны 2-й степени, «За мужество», а также медалями (в том числе «За отвагу»).
- Кавалер знака «Шахтерская Слава» ІІІ степеней.
- За время работы во Вьетнаме награждён орденом «Труда» І-й степени (за большой вклад в угольную промышленность этой страны).